# Колки (Померанія)
Колки (пол. Kołki; нім. Rohrbeck — Рорбек) — село в Польщі, у гміні Хощно Хощенського повіту Західнопоморського воєводства.
Померанія (єврорегіон)
Населення — 371 особа (2011).
У 1975-1998 роках село належало до Гожовського воєводства.

## Демографія
Демографічна структура станом на 31 березня 2011 року:
|          | Загалом | Допрацездатний вік | Працездатний вік | Постпрацездатний вік |
| -------- | ------- | ------------------ | ---------------- | -------------------- |
| Чоловіки | 200     | 47                 | 136              | 17                   |
| Жінки    | 171     | 46                 | 99               | 26                   |
| Разом    | 371     | 93                 | 235              | 43                   |